# Matija Antun Relković
Matija Antun Relković (* 6. Januar 1732 in Svinjar, heute Davor, Kroatien; † 22. Januar 1798 in Vinkovci) war ein kroatischer Schriftsteller der Aufklärung. Von Beruf war er österreichischer Soldat und nahm am Siebenjährigen Krieg teil. In demselben Krieg wurde er inhaftiert. Während seiner Gefangenschaft lernte er die französische Sprache und die Ideologie und Literatur der Aufklärung kennen, deren Kenntnisse er dann in die Heimat zurückkehrend in Kroatien vertiefte. Sein wichtigstes Werk ist Satyr oder Der Wilde Mann, ein Band mit Lehrgedichten aus dem Jahr 1762. 

## Leben
Die Grundausbildung erhielt er im Franziskaner-Kloster in Cernik und später besuchte er ein Gymnasium in Ungarn. Mit nur sechzehn Jahren trat er der Armee bei und machte sehr schnell Fortschritte. Im  Jahre 1757, während des Siebenjährigen Krieges,  geriet er in Gefangenschaft in Frankfurt an der Oder. Die Gefangennahme dauerte etwa zwei Jahre und während dieser Zeit lernte Reljković Französisch. Er hatte nämlich den Vorteil, zur Bibliothek seines Hausherrn Zutritt zu haben. Außerdem begegnete er den aufklärerischen Ideen, die damals aus Frankreich strömten. Nach dieser Lehre fing er an, der Wirtschaft eines Landes eine immer wichtigere Rolle zuzuschreiben. Der Bauer wurde für ihn die Grundlage der Gesellschaft und der Grund des Reichtums jedes Staates. Nach der Rückkehr in die Heimat setzte er sein militärisches Amt fort. Bis zum Ende seines Amtes wurde er sogar zum Hauptmann befördert. Er wurde 1786 in Ruhestand versetzt und durch das kaiserliche Diplom geadelt.

## Schaffen
Dieser produktive kroatische Literat schrieb Epen, Satiren, Prosa, Fabeln und Aphorismen. Er übersetzte viel und schrieb dazu noch eine Grammatik. 

### Satyrals sein wichtigstes Werk
Das Gedicht, das in Sachsen während seiner Gefangenschaft geschrieben wurde, lobt Slawonien und seine schöne Natur. Die Slawonier beschreibt er als zurückgebliebene, verlassene Menschen. Als ein aufgeklärter Mensch belehrt er und berät sie, wie sie ihre Wirtschaft entwickeln und modernisieren sollen. Die Ursache solcher Zurückgebliebenheit sieht er in der   
Osmanischen Erbschaft. Die kroatischen Bauern verwendeten noch immer die Spinnstube und veraltete landwirtschaftliche Geräte. Sie waren verschwenderisch. Sie feierten zu oft und sehr lang. Sie tranken und aßen übermäßig. Satyr, das antike, mythologische Wesen bietet  den Slawoniern, auf einfache und witzige Weise, eine Reihe von Ratschlägen und Anleitungen zur Erneuerung der Wirtschaft nach dem Vorbild Westeuropas. Vladimir Stipetić, ein kroatischer Linguist beschäftigte sich mit diesen, die er „agrarwirtschaftliche Botschaften“ nennt. Den Reinertrag können also nur die Bauern verwirklichen. Andere Stände leben von der Arbeit der Bauern. Doch soll der Bauer mit seiner Situation zufrieden sein, d. h. unter der Kontrolle des Adels bleiben. Wenn er diese Situation verbessern will, muss er noch fleißiger arbeiten, neue Produktionsmethoden lernen und seine Wirtschaft anders einrichten. Reljković, obwohl gebildet, wollte in die sozialen Verhältnisse nicht eingreifen. Da Reljković als Soldat viel reiste, sah er zahlreiche wirtschaftliche Neuigkeiten und sah die Bedeutung der Wissenschaft in Hinsicht auf die Entwicklung eines Landes ein. Einige seiner Vorschläge sind: die bessere Isolierung der Häuser, damit man weniger Zündholz braucht, man soll den Schnaps verkaufen, anstatt ihn zu trinken und man soll sparsamer sein und Vorräte schaffen.
Auch die Ästhetik des Werkes ist zu erwähnen. Die Beschreibungen der Landschaft sind schwärmerisch und die Gestalt des Satyrs wird aus antiken idyllischen Hirtenliedern übernommen. Lange Zeit wurde das Gedicht gern gelesen. Es beeinflusste die Entwicklung der Schriftkunde der kroatischen Bauern und die Entwicklung der modernen kroatischen Sprache überhaupt.

### Seine Grammatik
Nova slavonska i nimačka gramatika („Die neue slawonische und deutsche Grammatik“) wurde in Zagreb 1767 herausgegeben. Beim Beschreiben der Begriffe verwendete der Autor insgesamt drei Sprachen – Kroatisch, Deutsch und Latein – was von seiner guten Ausbildung zeugt. Das Lateinische war seinerzeit für viele ein großes Problem. Deswegen gewinnt seine Grammatik erst spät an Bedeutung.

### Übersetzungen
Prava i pomljivo ispisana ovčarnica („Das richtige und sorgsam geschriebene Schäferbuch“) ist ein Werk über die Schafzucht, das Reljković aus dem Deutschen ins Kroatische übersetzte. Aus dem Lateinischen übersetzte er Postanak naravne pravice („Die Entstehung der natürlichen Gerechtigkeit“), das ein juristisches Werk ist. 
Er übersetzte auch einige Fabeln, besonders von Äsop, die damals eine sehr beliebte literarische Form waren. Nek je svašta („Sei es allerlei“) heißt seine Sammlung volkstümlicher und sittlicher Anekdoten, die aus verschiedenen Quellen übersetzt wurden.

## Werke
- Satyr oder Der Wilde Mann, 1762
- Die neue slawonische und deutsche Grammatik, 1767
- Das richtige und sorgsam geschriebene Schäferbuch, 1771
- Die Entstehung der natürlichen Gerechtigkeit, 1794
- Sei es allerlei, 1795